# Hallenberger Osternacht
In dem Städtchen Hallenberg am Südostrand des Sauerlandes besteht eine besondere Tradition, die Osternacht zu begehen. Über den Ursprung des Brauchs, in der Osternacht einen lärmenden Umzug zu veranstalten, ist nichts Näheres bekannt, ebenso wenig weiß man, seit wann er existiert. Trotz der heute verwendeten christlichen Symbole geht er möglicherweise auf vorchristliche germanische Riten zurück. Durchgeführt wird der Umzug vom ortsansässigen katholischen Burschenverein von 1746. In neuerer Zeit zieht das Spektakel jedes Jahr viele Touristen aus nah und fern an. Eine weitere Besonderheit bezüglich der Osterbräuche besteht darin, dass in Hallenberg das Osterfeuer bereits in der Nacht von Karfreitag auf Karsamstag abgebrannt wird, während es in den meisten Gemeinden üblich ist, es erst in der Osternacht anzubrennen.

## Historische Überlieferung
In einer Stadtchronik aus dem Jahr 1847 berichtet Franz Lachmeyer über die Osternacht, noch ohne Bezug auf den Burschenverein zu nehmen: 

„In der Osternacht halten die jungen Leute von 15 bis 40 Jahren, oft 150 bis 200 Mann eine 3 maligen Umzug durch die Stadt. Jeder Theilnehmner trägt dabei starkes Geräusch verursachende Instrumente, namentlich Klappern, Rasseln, Trommeln, Pfeifen, Schellen, Sensen u. dgl. Die Ordnung dabei ist Musterhaft.“

1909 berichtet Peter Sömer aus Elspe in seiner Sammlung volkstümlicher Sagen und Bräuche über den Osterkult in Hallenberg. Da die Burschentrommel maßgeblich an der Osternacht beteiligt ist und bereits 1781 im Protokollbuch des Vereins erwähnt sei, müsse der Brauch mindestens so alt sein, folgerte der ehemalige Burschenoberst Heinrich Ewald im Jahr 1912. Vereinzelte Versuche der Behörden, die Osternacht zu verbieten, blieben wirkungslos, da die Hallenberger zu sehr an diesem Brauch hingen. Selbst im Zweiten Weltkrieg wurde die Osternacht von den zu Hause gebliebenen jüngeren Burschen, wenn auch verkürzt und ohne Beleuchtung, durchgeführt. Lediglich 1945, zwei Tage nach dem Einmarsch der amerikanischen Truppen, gab es keinen Osternachtsumzug.

## Der Ablauf
Der Ablauf hat sich den historischen Überlieferungen zufolge bis heute nicht geändert. In der Nacht von Karsamstag auf Ostersonntag versammeln sich die Burschen und Männer kurz vor Mitternacht mit ihren Lärminstrumenten, Kreuzen und Lampionbäumen auf dem Marktplatz. Während die Mehrzahl der Burschen bei ihren Wagen auf dem Marktplatz sind, stehen die restlichen Burschen sowie die Männer am Ostchor der Kirche. Um fünf Minuten vor Mitternacht wird die Straßenbeleuchtung ausgeschaltet. Nachdem die Turmuhr Mitternacht geschlagen hat, stimmt die Gruppe auf dem Kirchplatz das Hallenberger Osterlied Ihr Sünder kommt gegangen an.
Sobald die letzte Strophe verklungen ist, gibt die Burschentrommel mit kurzen, schnellen Schlägen das Signal für den Einsatz der Lärminstrumente. Unter ohrenbetäubendem Lärm setzt sich der Zug durch die Straßen und Gassen der Altstadt in Bewegung. Im Verlaufe des Umzuges übernimmt die Burschentrommel eine akustische Dirigentenfunktion. Sobald sie ertönt, fallen die Schlaginstrumente ein, verstummt sie, haben die Rasseln ihren Einsatz. Immer abwechselnd folgt nun dieser Wechsel der Instrumente, ein Nachtwächterhorn ertönt jeweils, um die Wechsel deutlicher zu machen.
Der Umzug dauert rund eineinhalb Stunden.

### Die Route
Die Route des Zuges ist in den letzten Jahren immer gleich geblieben. Eine Änderung gab es in den Jahren um 1955, als der Zug nicht am ehemaligen Pastorat wendete, sondern erst später beim Josephshaus. Einer der ältesten Bestandteile ist die dreimalige Umrundung der Kirche. Der Zug wandelt auf den Wegen des historischen Stadtkerns.
Der Umzug wird von den meisten Beteiligten mit feierlichem Ernst gestaltet.

### Beteiligte Instrumente
Das traditionsreichste Instrument ist zweifellos die Burschentrommel. Der Überlieferung zufolge handelt es sich dabei um eine Landknechtstrommel aus dem Dreißigjährigen Krieg, die bereits 1667 erwähnt wird und somit älter ist als die erste urkundliche Erwähnung des Burschenvereins im Jahre 1746. Sie wurde schon häufiger repariert und auch das Trommelfell muss regelmäßig erneuert werden. Früher wurde sie zu mehreren Anlässen im Vereinsleben benutzt, wohingegen sie heute ausschließlich in der Osternacht zum Einsatz kommt. Ebenfalls von wichtiger Bedeutung ist ein altes Nachtwächterhorn.
Dunkelrot leuchtend, über zweieinhalb Meter hoch überragen die drei Osternachtskreuze eindrucksvoll den lärmenden Zug. Sie tragen das Angesicht und die Wundmale des Gekreuzigten, den Speer, der die Seite öffnete, sowie den Kreuzesgruß „O crux ave, spes unica“ (O Kreuz, einzige Hoffnung).
Die Kreuze befinden sich in Familienbesitz und werden vererbt. Ein Kreuz soll sogar den Rahmen eines Kruzifixes enthalten, das schon um die Jahrhundertwende mitgetragen wurde, damals noch als einziges. Die Kreuze müssen hin und wieder erneuert werden, durch den Wechsel von Kerzen auf elektrische Beleuchtung jedoch nicht mehr so oft wie früher.
Darüber, mit welchen Instrumenten beim Osternachtszug der Lärm erzeugt wird, gibt es keine Regeln, grundsätzlich gilt jedoch, dass ausschließlich mit Muskelkraft gelärmt wird. Elektrische oder druckluftbetriebene Instrumente sind verboten.
Bis vor einigen Jahrzehnten wurden die Lärminstrumente ausschließlich getragen. Mit Rücksicht auf die früheren Straßenverhältnisse und auch aus Kostengründen wurden die heute genutzten Handwagen erst später eingesetzt. Diese laufen noch heute auf Metallrädern. Man trug auf Pfosten befestigte Sägeblätter auf dem Rücken, die dann von den Hintermännern bearbeitet wurden, oder trug zu zweit eine leere Gasflasche auf den Schultern, die durch seitliche Schläge zum Klingen gebracht wurde.
Bestimmend für das Getöse der Osternacht sind der dumpfe Ton der Burschentrommel, die schrill-metallischen Klänge der Schlaginstrumente und das Nachtwächterhorn im Wechsel mit dem dunklen Klang der Rasseln. Darüber hinaus kommen auch alte Handsirenen aus dem Zweiten Weltkrieg zum Einsatz.